# Eliteserien i handboll för herrar
Eliteserien i håndball for herrer är Norges högsta handbollsserie för herrar. Ligan har tidigare även kallats Gildeserien, Postenligaen (2007–2014) och GRUNDIGligaen (2014–2017).

## Lag i Eliteserien 2018/2019
| Lag                 | Ort        |
| ------------------- | ---------- |
| ØIF Arendal Elite   | Arendal    |
| Bergen Håndball     | Bergen     |
| Bodø HK             | Bodø       |
| Bækkelaget HE       | Oslo       |
| Drammen HK          | Drammen    |
| Elverum Håndball    | Elverum    |
| Falk Horten         | Horten     |
| Halden Topphåndball | Halden     |
| Haslum HK           | Bærum      |
| Kolstad Håndball    | Trondheim  |
| Nærbø IL            | Nærbø      |
| IL Runar            | Sandefjord |

## Vinnare av Norges mästartitel genom åren
Not: 1966–1975 och 1998–2004 utsågs seriesegraren till norsk mästare. De övriga säsongerna avgjordes/avgörs mästerskapet genom ett slutspel. Inom parentes listas seriesegrarna, om annan än slutspelsvinnarna.
- 1966: Fredensborg
- 1967: Fredensborg
- 1968: OSI
- 1969: BSI
- 1970: OSI
- 1971: Oppsal IF
- 1972: Oppsal IF
- 1973: Oppsal IF
- 1974: Refstad IL
- 1975: Fredensborg
- 1976: Fredensborg (Oppsal IF)
- 1977: Refstad IL
- 1978: Refstad IL (Oppsal IF)
- 1979: Oppsal IF (Refstad IL)
- 1980: Oppsal IF
- 1981: Fredensborg (Nordstrand IF)
- 1982: Fredensborg/Ski
- 1983: Oppsal IF (Kolbotn IL)
- 1984: Kristansand IF (Kolbotn IL)
- 1985: Fredensborg/Ski (Urædd IF)
- 1986: Urædd IF (Stavanger IF)
- 1987: Urædd IF (Stavanger IF)
- 1988: Stavanger IF (Urædd IF)
- 1989: Urædd IF (Stavanger IF)
- 1990: Stavanger IF
- 1991: IL Runar (Sandefjord HK)
- 1992: Stavanger IF (Urædd IF)
- 1993: IL Runar (Sandefjord HK)
- 1994: IL Runar
- 1995: Elverum IL (IL Runar)
- 1996: Drammen HK (IL Runar)
- 1997: IL Runar (Drammen HK)
- 1998: Viking HK
- 1999: Sandefjord TIF
- 2000: IL Runar
- 2001: Sandefjord TIF
- 2002: Sandefjord TIF
- 2003: Sandefjord TIF
- 2004: Sandefjord TIF
- 2005: Haslum HK (Sandefjord TIF)
- 2006: Sandefjord TIF
- 2007: Drammen HK
- 2008: Elverum Håndball (Drammen HK)
- 2009: Haslum HK (Fyllingen Håndball)
- 2010: Fyllingen Håndball (Drammen HK)
- 2011: Haslum HK
- 2012: Elverum Håndball (Haslum HK)
- 2013: Elverum Håndball
- 2014: Elverum Håndball (Haslum HK)
- 2015: Elverum Håndball (ØIF Arendal)
- 2016: Elverum Håndball (ØIF Arendal)
- 2017: Elverum Håndball
- 2018: Elverum Håndball
- 2019: Elverum Håndball (ØIF Arendal)
- 2020: Elverum Håndball (seriesegrare; slutspelet inställt på grund av covid-19-pandemin)
- 2021: Elverum Håndball (seriesegrare; slutspelet inställt på grund av covid-19-pandemin)
- 2022: Elverum Håndball
- 2023: Kolstad Håndball
- 2024: Kolstad Håndball